# 身份窃贼
《竊資達人》（英語：Identity Thief）是一部2013年美国犯罪喜剧片，塞斯·戈登导演、Craig Mazin编剧，杰森·贝特曼和瑪莉莎·麥卡錫主演。

## 剧情
描述一個平凡上班族因為身分被盜用而搞到身敗名裂。他為了恢復信譽不得不採取極端手段，卻發現自己惹上了令人抓狂的大麻煩。黛安娜（瑪莉莎·麥卡錫 飾）永遠有用不完的錢，在奧蘭多近郊過得爽歪歪，只要是她看上的東西，這位敗家女王絕對刷卡不手軟。但問題只有一個：她用來敗家的信用卡其實屬於「山帝·畢格羅·派德森」（傑森·貝特曼 飾），他人遠在丹佛，是個財務人員。這個無辜的倒楣鬼莫名其妙被控犯下了一連串罪狀，但卻投訴無門、抗議無效，因為警察沒空理他也無能為力。這樣的窘境逼得珊迪·畢格羅·派德森本尊走投無路，只好自己南下逮人。珊迪只有一週的時間能抓住這個無孔不入盜用他個資的女騙子，不然他的生活就會變得一團糟。不管是連哄帶騙、賄賂收買或是使用蠻力，珊迪都要想辦法把她帶到2000哩遠的科羅拉多州，只是他沒想到要洗清自己的汙名竟會比登天還難。

## 角色
- 詹森·貝特曼 - Sandy Bigelow Patterson
- 梅麗莎·麥卡西 - Diana/Dawn Budgie/Sandy Bigelow Patterson/Julia/Margie/Tina Wessengarden
- T.I. - Julian
- 強·法夫洛 - Harold Cornish
- 阿曼達·皮特 - Trish Patterson
- 莫瑞·錢斯諾 - Detective Reilly
- 約翰·趙 - Daniel Casey
- 羅伯特·派屈克 - Skiptracer
- Genesis Rodríguez（英语：Genesis Rodríguez） - Marisol
- 艾力克·斯通斯特里特 - Big Chuck
- Maggie Elizabeth Jones（英语：Maggie Elizabeth Jones） - Jessie Patterson
- Clark Duke（英语：Clark Duke） - Everett
- 本·法爾科內 - Tony

## 评价
依据105个专业影评，本片的烂番茄新鲜度只有24%。

## 票房
美国首周末收获3659万美圆名列第一位，次二周末以2745万列第二位，第三周末又以1401万的成绩夺冠。
| 上一届： 《殭屍哪有這麼帥》     | 2013年美國週末票房冠軍 第6周 | 下一届： 《終極警探：跨國救援》 |
| 上一届： 《終極警探：跨國救援》 | 2013年美國週末票房冠軍 第8周 | 下一届： 《傑克：巨人戰紀》     |